# Энгель, Юлий Дмитриевич
Юлий Дмитриевич (Йоэль) Энгель (16 (28) апреля 1868, Бердянск Таврической губернии — 11 февраля 1927, Тель-Авив, подмандатная Палестина) — российский, немецкий и палестинский музыковед, переводчик, фольклорист, композитор.

## Биография
Юлий Энгель родился и вырос в Бердянске, здесь учился в гимназии.Его отец Менахем Мендл был музыкантом-любителем. Позднее он окончил юридический факультет Харьковского университета, Московскую консерваторию (1897) по классам композиции (педагоги — Танеев и Ипполитов-Иванов).
С 1897 по 1918 год заведовал музыкальным отделом в московской газете «Русские ведомости». Являлся редактором музыкальных статей в Энциклопедическом словаре Граната, переводчиком специальных книг по музыке. Перевел с немецкого музыкальный словарь (Musiklexikon) Г. Римана и добавил к нему русский отдел. Один из основателей народной консерватории в Москве (1906 год). Автор статей о Н. А. Римском-Корсакове, П. И. Чайковском, С. И. Танееве и о др. композиторах. Автор огромного количества музыкальных статей, позднее неоднократно издававшихся книгами.
Сочинил множество музыкальных произведений (романсы, фортепианные пьесы и прочее).
Известный пропагандист еврейской народной песни. Музыкально обработал много еврейских песен. В 1900 г. прочитал в Московском Императорском этнографическом обществе доклад о еврейской народной песне, иллюстрируя его вокальным исполнением народных песен в собственной обработке. Этот вечер вызвал целое движение среди еврейской музыкальной молодежи. В результате основалось Общество еврейской народной музыки в Петербурге. Читал цикл лекций по этой же тематике в различных городах России в сопровождении музыкальных иллюстраций. Совместно с С. А. Ан—ским предпринял ряд поездок, преимущественно на юг России, для записи народных еврейских мелодий.
Издал три выпуска «Еврейских народных песен» в собственной обработке. Среди них выделяются: «Ahawath rajah», «Sol ich sein а Row», «Ach nit gut», «Blaibt gesund», «Wi wer singt», «As ich wolt gehat», «Anhadal», «Er hot mir zugesogt» и мн. др.
После Октябрьской революции 1917 года сотрудничал в Музыкальном отделе Наркомпроса РСФСР.
В 1922 году Энгель, покинув Россию, переехал в Берлин, где прожил два года. В Берлине он основал филиал Общества еврейской национальной музыки, публиковался в издательстве «Ювал Ферлаг», а также выступал с лекциями-концертами. В 1924 году Энгель перебрался в подмандатную Палестину. Издательство «Ювал Ферлаг» было переведено в Тель-Авив, где Энгель продолжал публиковаться, давать лекции и концерты. Помимо этого он преподавал в женском педагогическом училище «Шуламит». С 1925 года он был музыкальным директором театра-варьете «Оэль» (ивр. אוהל‎). В эти годы вышел трёхтомный сборник Энгеля «Еврейские народные песни». Скончался Энгель в 1927 году. Похоронен на кладбище Трумпельдор в Тель-Авиве.
Юлий (Йоэль) Дмитриевич Энгель о себе: «В детстве если мне и пришлось слышать некоторые прекрасные еврейские напевы, то главным образом только в инструментальном исполнении отца, игравшего на гитаре, настоящей же еврейской песни со словами, в её настоящей тихой среде мне слышать почти не приходилось. Да и вообще, в том городе Таврической губернии, где я вырос, строго патриархальной еврейской руки почти не было, или, по крайней мере, я её не видел. Я даже никогда не говорил в детстве на еврейском языке, ни в семье, ни вне её, — хотя, слыша язык вокруг себя, понимал его» (цитируется по: Генеалогия семей Губергриц и Энгель).

## Семья
Дочь — Ада Рогинская, автор воспоминаний об отце.
Его племянница врач Елена Абрамовна Бердичевская была замужем за отоларингологом Соломоном Марковичем Компанейцем.
Ему приходился дальним родственником Владимир Рафаилович Кабо, по собственному свидетельству последнего.